# Giuseppe Lugli
Giuseppe Lugli (Roma, 18 luglio 1890 – Roma, 5 dicembre 1967) è stato un archeologo italiano, professore ordinario di Topografia romana all'Università di Roma La Sapienza.

## Biografia
(Antonio Maria Colini, Ricordo di Giuseppe Lugli.)
Si laureò brillantemente all'Università di Roma La Sapienza nel 1913 con una tesi sulla villa di Domiziano a Castel Gandolfo. Rimase all'università come assistente di Archeologia dal 1914 al 1923, poi nel 1933 sostituì Rodolfo Lanciani alla cattedra di Topografia romana, conservando l'incarico fino al pensionamento per sopraggiunti limiti di età, nel 1960.
Tra il 1923 ed il 1933, in un periodo di lontananza dall'ambiente universitario, fu ispettore e poi direttore delle Antichità del Lazio. Come tale, nel 1926-1928 curò la pubblicazione dei primi volumi della Forma Italae, la ricostruzione dell'assetto dell'Italia romana, dopo una ricerca topografica ed archeologica nell'Agro pontino in via di bonifica, condotta insieme ad Italo Gismondi. Con lo stesso Gismondi lavorò alla pubblicazione di varie mappe di città in età antica, ed alla mappa di Roma in età imperiale in scala 1:10.000.
Nel 1929 seguì gli scavi della villa sulla via Nomentana a San Basilio, nel 1930 quelli sulla vetta di Monte Cavo, a Rocca di Papa, alla ricerca del tempio di Giove Laziale, nel 1932 quelli della basilica di Giunio Basso all'Esquilino e della Farnesina, nel 1941 del tempio di Augusto, nel 1947 studiò i monumenti minori del Foro Romano, nel 1948 la Velia e nel 1965 l'Atrium Libertatis.
Nel 1919, continuando a studiare la villa albana di Domiziano e le antichità legate al lago Albano, effettuò insieme al direttore della Scuola Britannica di Roma Thomas Ashby il primo volo archeologico di ricognizione dall'alto sul dirigibile "Roma" della Regia Aeronautica.
Nel 1958 estese l'ambito della sua ricerca a tutta l'Italia antica, nel 1960 fu nominato direttore della Scuola Italiana di Archeologia, nel 1962 commissario dell'Istituto nazionale di Archeologia e Storia dell'arte. Fondò l'Istituto universitario di Topografia dell'Italia antica, nell'ambito del quale si occupò insieme ai suoi studenti di lasciare i dieci monumentali volumi delle Fonti relative alla topografia dell'antica Roma.
Dal 1922 al 1946 fu consigliere scientifico dell'Accademia di Romania, nel 1923 entrò nella Pontificia Accademia di Archeologia, nel 1935 nell'Accademia nazionale di San Luca, nel 1938 nell'Accademia dei Lincei, nel 1950 nell'Accademia di belle arti di Napoli. Nel 1958 fu nominato membro associato dell'Acadèmie Royale del Belgio, nel 1964 dell'Académie des inscriptions et belles-lettres de France, nel 1965 dell'Accademia della Repubblica Popolare di Romania.
Conservatore della biblioteca Sarti per l'Accademia di San Luca, diresse la redazione della Tabula Imperii Romani (la mappa dell'Impero romano) in scala 1.1.000.000 promossa dall'Union académique internationale di Bruxelles.
Nel 1960 ottenne una laurea honoris causa dall'Università di Lovanio, nel 1962 la medaglia d'oro del ministero della Pubblica Istruzione ai benemeriti della scuola, della cultura e dell'arte.
Ha trascorso gli ultimi anni in una villetta ad Albano Laziale, in località Selvotta, progettata dal figlio Piero Maria Lugli, noto architetto. Tra l'altro ebbe modo così di studiare approfonditamente il vasto sepolcreto della Legio II Parthica annesso ai Castra Albana che si trovava proprio nella sua proprietà ed in quelle limitrofe.

## Opere
Ha pubblicato 230 opere. I colleghi archeologi pubblicarono postuma una raccolta di trenta scritti minori dispersi su varie pubblicazioni. Il Comune di Albano Laziale ha fatto altrettanto con una decina di scritti riguardando la villa albana di Domiziano ed i Castra Albana sotto la cura di Alfonso Pacetti, con il beneplacito del figlio Piero Maria Lugli.

### Pubblicazioni sulla città di Roma
- La Velia e Roma aeterna. Elementi topografici e luoghi di culto, 1948.
- Acque urbane in Roma antica. Fonti, sorgenti e strutture
- Archeologia di Trastevere
- Le terme di Caracalla
- Il Foro Romano e il Palatino
- Pianta di Roma antica: forma Urbis imperatorum temporibus (1:10.000)
- La Domus Aurea e le Terme di Traiano
- La tecnica edilizia romana con particolare riguardo a Roma e Lazio, 1957.
- Roma antica: il centro monumentale, Roma, 1946.
- Aspetti monumentali della Roma augustea
- Il Pantheon e i monumenti adiacenti

### Pubblicazioni sui Colli Albani
- Lo scavo fatto nel 1841 nel ninfeo detto Bergantino sulla riva del lago Albano, Roma, Loescher, 1914 (dal Bullettino della Commissione archeologica comunale, anno 1913).
- Il teatro della villa albana di Domiziano, in Studi Romani, anno II, 1914.
- Le antiche ville dei Colli Albani prima dell'occupazione domizianea, Roma, Loescher, 1915 (dal Bullettino della Commissione archeologica comunale, anno 1914).
- Albano Laziale - Scavo dell'Albanum Pompei, in Atti dell'Accademia Nazionale dei Lincei - Notizie degli scavi di antichità (volume VII serie VII fascicolo 10), Roma, Tipografia dell'Accademia Nazionale dei Lincei, 1917.
- La villa di Domiziano sui Colli Albani - parte I, Roma, Maglione & Strini (già Loescher), 1918 (dal Bullettino della Commissione archeologica comunale, anno 1917).
- Castra Albana - parte I: un accampamento fortificato al XV miglio della via Appia, in Ausonia (volume IX), Roma, Stabilimento Tipografico Riccardo Garroni, 1919.
- La villa di Domiziano sui Colli Albani - parte II, Roma, Maglione & Strini (già Loescher), 1920 (dal Bullettino della Commissione archeologica comunale, anno 1918).
- La villa di Domiziano sui Colli Albani - parte III, Roma, Maglione & Strini (già Loescher), 1921 (dal Bullettino della Commissione archeologica comunale, anno 1919).
- Avanzi di antiche ville sui Colli Albani, in Atti dell'Accademia Nazionale dei Lincei - Notizie degli scavi di antichità (fascicoli 7, 8, 9), Roma, Tipografia dell'Accademia Nazionale dei Lincei, 1921.
- Castra Albana - parte II: l'anfiteatro dopo i recenti scavi, in Ausonia (volume X), Roma, Stabilimento Tipografico Riccardo Garroni, 1921.
- La villa di Domiziano sui Colli Albani - parte IV, Roma, Maglione & Strini (già Loescher), 1922 (dal Bullettino della Commissione archeologica comunale, anno 1920).
- Saggi di scavo per la ricerca del tempio di Giove sulla vetta di Monte Cave [sic], in Bollettino d'arte del Ministero dell'Educazione Nazionale, Milano-Roma, Bestetti & Tumminelli, 1930.
- La Legione II Partica e il suo sepolcreto nell'agro Albano, in Gli archeologi italiani in onore di Amedeo Maiuri, Napoli, Di Mauro Editore, 1965.

### Pubblicazioni sulla via Appia
- La via Appia attraverso l'Apulia e un singolare gruppo di strade "orientate" (PDF).